# Reserl Färber
Reserl Färber (ur. 1898) – austriacka lekkoatletka, skoczkini wzwyż.
Mistrzyni Austrii (1922).